# Oscar za nejlepší kameru
Cenu Akademie za nejlepší kameru (Academy Award for Best Cinematography),  je jedna z cen, kterou každoročně uděluje americká Akademie filmového umění a věd za nejlepší filmové počiny roku. Nejvíce zlatých sošek získal Joseph Ruttenberg (4) a Leon Shamroy (4), který také získal nejvyšší počet nominací (18) společně s Charles B. Lang, Jr. (18).

## Vítězové

### Dvacátá léta
| Rok     | Kameraman                   | Černobílý film                                       |
| ------- | --------------------------- | ---------------------------------------------------- |
| 1927/28 | Charles Rosher, Karl Struss | Východ slunce (Sunrise: A Song of Two Humans – 1927) |
| 1929/29 | Clyde De Vinna              | Bílé stíny (White Shadows in the South Seas – 1928)  |

### Třicátá léta
| Rok     | Kameraman                             | Černobílý film                                                           | Kameraman                       | Barevný film                                  |
| ------- | ------------------------------------- | ------------------------------------------------------------------------ | ------------------------------- | --------------------------------------------- |
| 1929/30 | Joseph T. Rucker Willard Van der Veer | With Byrd at the South Pole (With Byrd at the South Pole – 1930)         |                                 |                                               |
| 1930/31 | Floyd Crosby                          | Tabu: A Story of the South Seas (Tabu: A Story of the South Seas – 1931) |                                 |                                               |
| 1931/32 | Lee Garmes                            | Šanghajský expres (Shanghai Express – 1932)                              |                                 |                                               |
| 1932/33 | Charles Lang                          | Sbohem, armádo (A Farewell to Arms – 1932)                               |                                 |                                               |
| 1934    | Victor Milner                         | Kleopatra (Cleopatra – 1934)                                             |                                 |                                               |
| 1935    | Hal Mohr                              | Midsummer Night's Dream (A Midsummer Night's Dream – 1935)               |                                 |                                               |
| 1936    | Tony Gaudio                           | Anthony Adverse (Anthony Adverse – 1936)                                 | W. Howard Greene, Harold Rosson | Zahrada Allahova (The Garden of Allah – 1936) |
| 1937    | Karl Freund                           | Dobrá země (The Good Earth – 1937)                                       | W. Howard Greene                | Zrodila se hvězda (A Star is Born – 1937)     |
| 1938    | Joseph Ruttenberg                     | The Great Waltz (The Great Waltz – 1938)                                 | Oliver Marsh, Allen Davey       | Sweethearts (Sweethearts – 1938)              |
| 1939    | Gregg Toland                          | Na Větrné hůrce (Wuthering Heights – 1939)                               | Ernest Haller, Ray Rennahan     | Jih proti Severu (Gone with the Wind – 1939)  |

### Čtyřicátá léta
| Rok  | Kameraman          | Černobílý film                                                 | Kameraman                                           | Barevný film                                         |
| ---- | ------------------ | -------------------------------------------------------------- | --------------------------------------------------- | ---------------------------------------------------- |
| 1940 | George Barnes      | Mrtvá a živá (Rebecca – 1940)                                  | Georges Périnal                                     | Zloděj z Bagdadu (The Thief of Bagdad – 1940)        |
| 1941 | Arthur C. Miller   | Bylo jednou zelené údolí (How Green Was My Valley – 1941)      | Ernest Palmer, Ray Rennahan                         | Krev a písek (Blood and Sand – 1941)                 |
| 1942 | Joseph Ruttenberg  | Paní Miniverová (Mrs. Miniver – 1942)                          | Leon Shamroy                                        | The Black Swan (The Black Swan – 1942)               |
| 1943 | Arthur C. Miller   | Song of Bernadette (The Song of Bernadette – 1943)             | Hal Mohr, W. Howard Greene                          | Fantóm opery (Phantom of the Opera – 1943)           |
| 1944 | Joseph LaShelle    | Laura (Laura – 1944)                                           | Leon Shamroy                                        | Wilson (Wilson – 1944)                               |
| 1945 | Harry Stradling    | The Picture of Dorian Gray (The Picture of Dorian Gray – 1945) | Leon Shamroy                                        | Smrtelný hřích (Leave Her to Heaven – 1945)          |
| 1946 | Arthur C. Miller   | Anna a král Siamu (Anna and the King of Siam – 1946)           | Charles Rosher, Leonard Smith a Arthur E. Arling    | The Yearling (The Yearling – 1946)                   |
| 1947 | Guy Green          | Nadějné vyhlídky (Great Expectations – 1946)                   | Jack Cardiff                                        | Černý narcis (Black Narcissus – 1947)                |
| 1948 | William H. Daniels | Obnažené město (The Naked City – 1948)                         | Joseph A. Valentine, William V. Skall a Winton Hoch | Johanka z Arcu (Joan of Arc – 1948)                  |
| 1949 | Paul C. Vogel      | Bojiště (Battleground – 1949)                                  | Winton Hoch                                         | Měla žlutou stužku (She Wore a Yellow Ribbon – 1949) |

### Padesátá léta
| Rok  | Kameraman         | Černobílý film                                                 | Kameraman                 | Barevný film                                                     |
| ---- | ----------------- | -------------------------------------------------------------- | ------------------------- | ---------------------------------------------------------------- |
| 1950 | Robert Krasker    | Třetí muž (The Third Man – 1949)                               | Robert Surtees            | Doly krále Šalamouna (King Solomon's Mines – 1950)               |
| 1951 | William C. Mellor | Místo na výsluní (A Place in the Sun – 1951)                   | Alfred Gilks, John Alton  | Američan v Paříži (An American in Paris – 1951)                  |
| 1952 | Robert Surtees    | Město iluzí (The Bad and the Beautiful – 1952)                 | Winton Hoch, Archie Stout | Tichý muž (The Quiet Man – 1952)                                 |
| 1953 | Burnett Guffey    | Odtud až na věčnost (From Here to Eternity – 1953)             | Loyal Griggs              | Shane (Shane – 1953)                                             |
| 1954 | Boris Kaufman     | V přístavu (On the Waterfront – 1954)                          | Milton R. Krasner         | Three Coins in the Fountain (Three Coins in the Fountain – 1954) |
| 1955 | James Wong Howe   | Rose Tattoo (The Rose Tattoo – 1955)                           | Robert Burks              | Chyťte zloděje (To Catch a Thief – 1955)                         |
| 1956 | Joseph Ruttenberg | Někdo tam nahoře mě má rád (Somebody Up There Likes Me – 1956) | Lionel Lindon             | Cesta kolem světa za 80 dní (Around the World in 80 Days – 1956) |
| 1957 |                   |                                                                | Jack Hildyard             | Most přes řeku Kwai (The Bridge on the River Kwai – 1957)        |
| 1958 | Sam Leavitt       | Útěk v řetězech (The Defiant Ones – 1958)                      | Joseph Ruttenberg         | Gigi (Gigi – 1958)                                               |
| 1959 | William C. Mellor | Deník Anny Frankové (The Diary of Anne Frank)                  | Robert Surtees            | Ben-Hur (Ben-Hur – 1959)                                         |

### Šedesátá léta
| Rok  | Kameraman                     | Černobílý film                                                          | Kameraman            | Barevný film                                                      |
| ---- | ----------------------------- | ----------------------------------------------------------------------- | -------------------- | ----------------------------------------------------------------- |
| 1960 | Freddie Francis               | Sons and Lovers (Sons and Lovers – 1960)                                | Russell Metty        | Spartacus (Spartacus – 1960)                                      |
| 1961 | Eugen Schüfftan               | Biliárový král (The Hustler – 1961)                                     | Daniel L. Fapp       | West Side Story (West Side Story – 1961)                          |
| 1962 | Jean Bourgoin, Walter Wottitz | Nejdelší den (The Longest Day – 1962)                                   | Freddie Young        | Lawrence z Arábie (Lawrence of Arabia – 1962)                     |
| 1963 | James Wong Howe               | Hud (Hud – 1963)                                                        | Leon Shamroy         | Kleopatra (Cleopatra – 1963)                                      |
| 1964 | Walter Lassally               | Řek Zorba (Zorba the Greek – 1964)                                      | Harry Stradling      | My Fair Lady (My Fair Lady – 1964)                                |
| 1965 | Ernest Laszlo                 | Loď bláznů (Ship of Fools – 1965)                                       | Freddie Young        | Doktor Živago (Doctor Zhivago – 1965)                             |
| 1966 | Haskell Wexler                | Kdo se bojí Virginie Woolfové? (Who's Afraid of Virginia Woolf? – 1966) | Ted Moore            | Člověk pro každé počasí (A Man for All Seasons – 1966)            |
| 1967 |                               |                                                                         | Burnett Guffey       | Bonnie a Clyde (Bonnie and Clyde – 1967)                          |
| 1968 |                               |                                                                         | Pasqualino De Santis | Romeo a Julie (Romeo and Juliet – 1968)                           |
| 1969 |                               |                                                                         | Conrad Hall          | Butch Cassidy a Sundance Kid (Butch Cassidy and the Sundance Kid) |

### Sedmdesátá léta
| Rok  | Kameraman                           | Barevný film                                                             |
| ---- | ----------------------------------- | ------------------------------------------------------------------------ |
| 1970 | Freddie Young                       | Ryanova dcera (Ryan's Daughter – 1970)                                   |
| 1971 | Oswald Morris                       | Šumař na střeše (Fiddler on the Roof – 1971)                             |
| 1972 | Geoffrey Unsworth                   | Kabaret (Cabaret – 1972)                                                 |
| 1973 | Sven Nykvist                        | Šepoty a výkřiky (Cries and Whispers – 1972)                             |
| 1974 | Fred J. Koenekamp a Joseph F. Biroc | Skleněné peklo (The Towering Inferno – 1974)                             |
| 1975 | John Alcott                         | Barry Lyndon (Barry Lyndon – 1975)                                       |
| 1976 | Haskell Wexler                      | Cesta ke slávě (Bound for Glory – 1976)                                  |
| 1977 | Vilmos Zsigmond                     | Blízká setkání třetího druhu (Close Encounters of the Third Kind – 1977) |
| 1978 | Néstor Almendros                    | Nebeské dny (Days of Heaven – 1978)                                      |
| 1979 | Vittorio Storaro                    | Apokalypsa (Apocalypse Now – 1979)                                       |

### Osmdesátá léta
| Rok  | Kameraman                            | Barevný film                                    |
| ---- | ------------------------------------ | ----------------------------------------------- |
| 1980 | Geoffrey Unsworth a Ghislain Cloquet | Tess (Tess – 1980)                              |
| 1981 | Vittorio Storaro                     | Rudí (Reds – 1981)                              |
| 1982 | Billy Williams a Ronnie Taylor       | Gándhí (Gandhi – 1982)                          |
| 1983 | Sven Nykvist                         | Fanny a Alexandr (Fanny and Alexander – 1983)   |
| 1984 | Chris Menges                         | Vražedná pole (The Killing Fields – 1983)       |
| 1985 | David Watkin                         | Vzpomínky na Afriku (Out of Africa – 1985)      |
| 1986 | Chris Menges                         | Mise (The Mission – 1986)                       |
| 1987 | Vittorio Storaro                     | Poslední císař (The Last Emperor – 1987)        |
| 1988 | Peter Biziou                         | Hořící Mississippi (Mississippi Burning – 1988) |
| 1989 | Freddie Francis                      | Glory (Glory – 1989)                            |

### Devadesátá léta
| Rok  | Kameraman          | Barevný film                                        |
| ---- | ------------------ | --------------------------------------------------- |
| 1990 | Dean Semler        | Tanec s vlky (Dances with Wolves – 1990)            |
| 1991 | Robert Richardson  | JFK (JFK – 1991)                                    |
| 1992 | Philippe Rousselot | Teče tudy řeka (A River Runs Through It – 1992)     |
| 1993 | Janusz Kamiński    | Schindlerův seznam (Schindler's List – 1993)        |
| 1994 | John Toll          | Legenda o vášni (Legends of the Fall – 1994)        |
| 1995 | John Toll          | Statečné srdce (Braveheart – 1995)                  |
| 1996 | John Seale         | Anglický pacient (The English Patient)              |
| 1997 | Russell Carpenter  | Titanic (Titanic – 1997)                            |
| 1998 | Janusz Kamiński    | Zachraňte vojína Ryana (Saving Private Ryan – 1998) |
| 1999 | Conrad Hall        | Americká krása (American Beauty – 1999)             |

### První desetiletí 21. století
| Rok  | Kameraman          | Barevný film                                                                                        |
| ---- | ------------------ | --------------------------------------------------------------------------------------------------- |
| 2000 | Peter Pau          | Tygr a drak (Crouching Tiger, Hidden Dragon – 2000)                                                 |
| 2001 | Andrew Lesnie      | Pán prstenů: Společenstvo Prstenu (The Lord of the Rings: The Fellowship of the Ring – 2001)        |
| 2002 | Conrad Hall        | Road to Perdition (Road to Perdition – 2002)                                                        |
| 2003 | Russell Boyd       | Master & Commander: Odvrácená strana světa (Master and Commander: The Far Side of the World – 2003) |
| 2004 | Robert Richardson  | Letec (The Aviator – 2004)                                                                          |
| 2005 | Dion Beebe         | Gejša (Memoirs of a Geisha – 2005)                                                                  |
| 2006 | Guillermo Navarro  | Faunův labyrint (Pan's Labyrinth – 2005)                                                            |
| 2007 | Robert Elswit      | Až na krev (There Will Be Blood – 2006)                                                             |
| 2008 | Anthony Dod Mantle | Milionář z chatrče (Slumdog Millionaire – 2008)                                                     |
| 2009 | Mauro Fiore        | Avatar (Avatar)                                                                                     |

### Druhé desetiletí 21. století
| Rok  | Kameraman         | Barevný film                                                     |
| ---- | ----------------- | ---------------------------------------------------------------- |
| 2010 | Wally Pfister     | Počátek (Inception)                                              |
| 2011 | Robert Richardson | Hugo a jeho velký objev (Hugo)                                   |
| 2012 | Claudio Miranda   | Pí a jeho život (Life of Pi – 2012)                              |
| 2013 | Emmanuel Lubezki  | Gravitace (Gravity – 2013)                                       |
| 2014 | Emmanuel Lubezki  | Birdman (Birdman or (The Unexpected Virtue of Ignorance) – 2014) |
| 2015 | Emmanuel Lubezki  | Revenant Zmrtvýchvstání (Revenant – 2015)                        |
| 2016 | Linus Sandgren    | La La Land (La La Land – 2016)                                   |
| 2017 | Roger Deakins     | Blade Runner 2049 (Blade Runner 2049 – 2017)                     |
| 2018 | Alfonso Cuarón    | Roma (Roma – 2018)                                               |
| 2019 | Roger Deakins     | 1917 (1917)                                                      |

### Třetí desetiletí 21. století
| Rok  | Kameraman          | Barevný film                                            |
| ---- | ------------------ | ------------------------------------------------------- |
| 2020 | Erik Messerschmidt | Mank (Mank)                                             |
| 2021 | Greig Fraser       | Duna (Duno)                                             |
| 2022 | James Friend       | Na západní frontě klid (All Quiet on the Western Front) |
| 2023 | Hoyte van Hoytema  | Oppenheimer (Oppenheimer)                               |
| 2024 | Lol Crawley        | Brutalista (The Brutalist)                              |